# Polonezy op. 26 (Chopin)

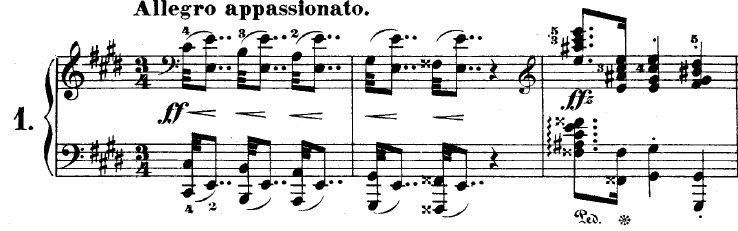
Początek Poloneza op. 26 nr 1

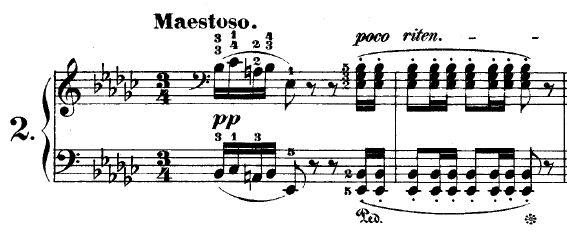
Początek Poloneza op. 26 nr 2

Polonezy op. 26 (I − cis-moll, II − es-moll) – dwa polonezy Fryderyka Chopina. 
Skomponowane na fortepian w 1836, dedykowane Josefowi Dessauerowi. Wraz z Polonezami op. 26 Chopin otworzył nowy rozdział w dziejach tego gatunku: odtąd porzuca konwencjonalne stylizacje i zmierza w kierunku "epicko-dramatycznego poematu". Dominuje w nich nastrój melancholii połączony z nutą dramatyczną.

## Polonezy

### Polonez cis-moll op. 26 nr 1
Polonez cis-moll powstał po upadku powstania listopadowego - niesie wyraźny rys dramatyczny. Po fragmencie w cis następuje segment w Des-dur, łagodny i spokojny. Następnie powtarzany jest wstępny odcinek. Ten sposób daje klasyczny schemat ABA, cieszący się uznaniem u romantyków.

### Polonez es-moll op. 26 nr 2
Drugi polonez opusu, rozpoczynający się w es-moll, jest melancholijny, zabarwiony nastrojami ponurymi, mrocznymi. Część środkowa utworu utrzymana w H-dur, przynosi spowolnienie i uspokojenie. Potem ponownie następuje segment pierwszy, jednakże z ozdobnikami i upiększeniami.